# Konungsunds kyrka

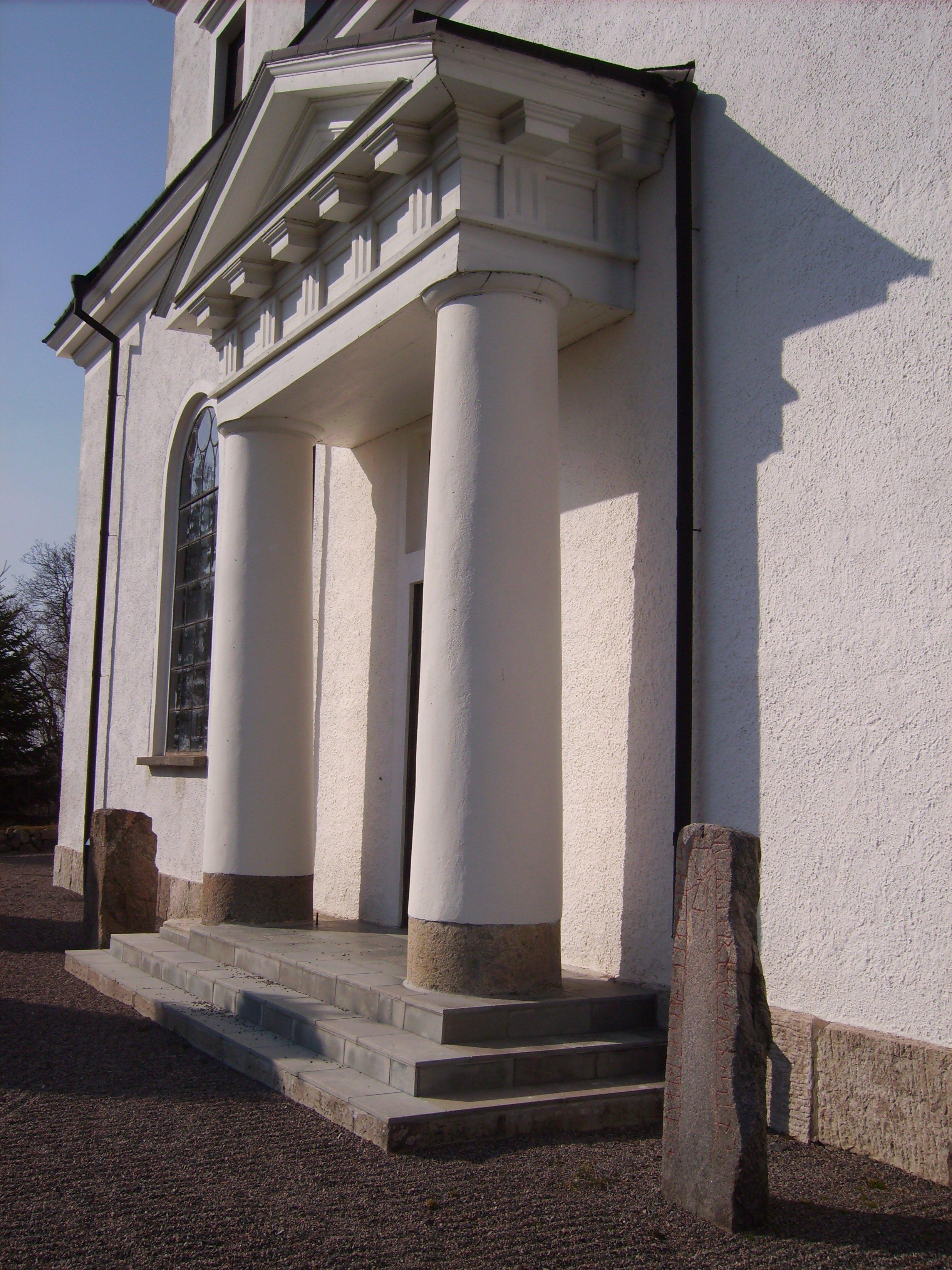
Kyrkoporten

Konungsunds kyrka är en kyrkobyggnad i Konungsunds socken i Östergötland. Den ligger på Vikbolandet ca 14 km öster om Norrköping. Kyrkan tillhör Västra Vikbolandets församling i Linköpings stift.

## Kyrkobyggnaden
Konungsunds kyrka uppfördes 1801–1802 på samma bergknalle som en tidigare medeltida stenkyrka. Arkitekt var Olof Tempelman och byggmästare Casper Seurling. Den nya kyrkan har torn och halvrunt kor och är byggd i nyklassicistisk stil. Långhuset har stora rundbågiga fönster och täcks av ett lågt sadeltak. Tornet avslutas upptill med en pyramidformad tornhuv. På långhusets södra sida dominerar en praktfull portal med grova kolonner, vilka bär upp ett triangelformat tympanon. I väster finns en ingång via vapenhuset i tornets bottenvåning och i norr ligger sakristian.
Invändigt möts man av en enskeppig salskyrka med tunnvalv och halvrund korabsid. I koret hänger en altartavla av Pehr Hörberg, målad vid kyrkans tillkomst. Den inramas av pilastrar med joniska kapitäl och ett cirkelsegmentformat överstycke skapade av bildhuggaren Carl Fredrik Beurling. Predikstolen skapades ursprungligen 1650 av Anders Larsson snickare och målades 1689 av Måns Eriksson Grijs. Orgeln på västläktaren byggdes 1853 av Anders Jonsson i Ringarum och restaurerades 1964 av orgelbyggare A. Magnusson i Göteborg.

## Historik

### Den medeltida kyrkan
Den första medeltida kyrkan torde ha byggts under början av 1200-talet. I en protokollsbok från 1600-talet refereras till en anteckning under 1500-talet att kyrkan ska ha uppförts år 1228. Anteckningen lyder: "Anno Domini ett tusend tuhundrade Tjugu och Otta; Konungh Erich then Ellofte wid thet nampnet, then Hundrade ich Trettionde Sveriges Konungh efter Syndafloden. Hafwer låtit bygga Konungsunds kyrkia och två andra kyrkior i Sverige vid nampn Kongzåra och Kongzlena, med sin och Cronones omkostnatt." Detta är emellertid tveksamt eftersom kung Erik 1228 endast var elva år gammal och stod under förmyndare. Däremot har man mer på fötterna när det gäller uppgiften att prästbolet skänkts någon gång under 1200-talet och att detta därefter utökats genom en donation av Magnus Ladulås.
Den medeltida kyrkan uppfördes, liksom många andra kyrkor på Vikbolandet, med ett rektangulärt långhus och ett smalare rakt avslutat kor. Ingången låg på södra sidan, där det också fanns ett fönster. I koret fanns två fönster, varav ett bakom altaret, som var murat i tegel. Norrväggen saknade däremot helt ljusinsläpp.
Under senare delen av medeltiden byggdes en sakristia på korets norra sida. Under 1400-talets förra hälft tillkom målningar; förmodligen var det också då kyrkan välvdes. År 1955 hittade man en hel del ribbtegel med målningsfragment.
På en karta från 1600-talet av lantmätaren Jean de Rogier (1600-1684) ser man att det då fanns ett vapenhus på kyrkans södra sida. År 1650 tillverkade Anders Larsson snickare, tidigare klockare i Konungsund, en predikstol, som placerades vid södra väggen. År 1689 försågs den med bilder av Kristus & de fyra evangelisterna målade av Måns Eriksson Grijs i Norrköping. År 1696 målade samme konstnär en altartavla föreställande den första nattvarden. 
Carl Fredric Broocman skriver i mitten av 1700-talet: "Kyrkan har Konung ERIC then Ellofte, Läspe kallad, låtit bygga år 1228 på Krono grund; och är hon efter Konungen och thet Sund, som på Soknens Norra sido, mellan Dagsberg och Stenby Soknar, stöter in af Bråwiken, kallad Konungsunds Kyrka. Hon ligger en och en fjerdedels mil ifrån Norrköping, hållandes i längden 28 och uti bredden 11 alnar. Thes Altartafla har år 1696 kostat Kyrkon 1004 Dal. Kopp:mt; och är hon gjord med Bildthuggare- och blomwerk, uti hwilken twänne Englar hålla en Krants, inom hwilken stå orden: Helig, Helig, Helig är HErren Gud alsmächtig, som war, och som är, och som komma skal. Apoc. 4:8. Therunder är måladt Nattwardens Instichtelse; och stå uti bilder Moses med Lagsens bok, och Aron i sin presterliga skrud å sidorna. När Prädikstolen, som är gjord af Snickare, blifwit upsatt, wet nu ingen; men år 1689 är han blefwen stofferad och förgyld med Kyrkons egen bekostnad, och ses på honom Frälsarens och the 4 Evangelisters bilder uti målning, samt omkring krantsen orden af Esa. 58. C. v.1. Ropa trösteliga ?c. Omkring himmelen öfwer Prädikstolen läser man: Christus hafwer många tjenare, men få efterföljare. Orgelwerket är litet och har allenast 3 stämmor, men kan dock gagnas uti thenna lilla Kyrkon. Hon har intet Torn, utan Klockorna i Trästapel. [...]
Bland Kyrkons Silfwer är ock en rätt gammal Kalk märkwerdig theraf, at omkring hans fot, med uphögda Munkebokstäfwer, läsas thessa orden: De verâ vite fert hoc vas pocula vitæ. Af Ålderdomsmärken finnas här ännu 2 Runstenar; af hwilka then ena, som är i Kyrkomuren, har följande påskrift:
|  |                                                           |
|  | SIKSTIN. RISTI. STIN. DINSA. IFTIR. I - - VI. FADUR. SIN. |
|  | Siksten upreste denne sten efter sin Fader I - - - we.    |
Then andras Runor äro thessa:
|  |                                                  |
|  | RUNR. RISTI. STAN. DISI. AFTIR. JARNA. SUN. SIN. |
|  | Runer reste denne sten efter sin son Jerne."     |
På 1780-talet skaffades en ny dopfunt i kolmårdsmarmor. Fram till år 1885 hörde marmorbruket i Kolmården till Konungsunds socken. Den medeltida dopfunten, som därmed blev överflödig, hamnade i Svensksunds gårds trädgård.

### Den nya kyrkan
Redan i början på 1790-talet beslöt man att ersätta den lilla medeltidskyrkan med ett nytt större tempel. Ritningar upprättades av arkitekt Olof Tempelman, Stockholm, var klara år 1795 och 1797–1798 påbörjades sprängningarna av bergknallen där den gamla kyrkan stod. Ansvarig för projektet var stiftsbyggmästare Casper Seurling, Linköping. Under maj 1801 revs vapenhus och sakristia, i april 1802 hölls den sista gudstjänsten i gamla kyrkan och sedan tog rivningen full fart. Tornet hade nått full höjd dagen innan, men kyrkan i övrigt var ännu inte färdig, när den första gudstjänsten hölls den 7 november 1802. Nära ett år senare var målningen klar och inventarierna på plats.
Från den gamla kyrkan hämtades bland annat predikstolen från 1600-talet och dopfunten från 1780-talet, men många av de gamla inventarierna auktionerades ut: Ett triumfkrucifix, en skulptur av Maria med Jesusbarnet, en Pietà, altartavlan från 1696 med tillhörande skulpturer föreställande Mose och Aron, en målning med Kristi korsfästelse, en skulptur visande nedtagningen från korset och ett porträtt av konung Gustav II Adolf. 
År 1956 vidtog en inre renovering under ledning av Kurt von Schmalensee, stadsarkitekt i Norrköping. I kor och gångar lades ett nytt kalkstensgolv. Vidare fick koret ett nytt altare och en ny altarring. Slutligen skaffades också nya kyrkbänkar.

## Inventarier
Bland inventarierna kan nämnas:
- Altaruppsats av bildhuggare Carl Fredrik Beurling i Norrköping
- Altartavla av Pehr Hörberg från 1802.
- Dopfunt från 1200-talet av grovkornig rödgrå granit. Centralt uttömningshål med uttömningsränna på fotens utsida.
- Dopfunt från 1780-talet av kolmårdsmarmor.
- Dopskål i silver, skapad av silversmeden Isak Sauter i Stockholm, testamenterad gåva 1758 av lagmanen Isac Sahlmoon.
- Predikstol i senrenässansstil, skapad 1650 av Anders Larsson snickare, år 1689 försedd med bilder av Kristus och de fyra evangelisterna målade av Måns Eriksson Grijs i Norrköping och året efter kompletterad med ett ljudtak. Bilden med Matteus är tyvärr försvunnen och har ersatts med en blomma.
- Mässhake i röd sammet med kors i guldspets, skänkt 1720 av Carl Kagg.
- Mässhake i röd sidenbrokad, som, liksom en bokkudde i samma material, är skänkta 1735 av Wendela Christina Stålarm.
- Kollekthåv i röd sammet med rika guldbroderier, skänkt 1691 av Maria Elisabeth Rotkirch.
- Nummertavlorna tillkom vid kyrkans invigning och skänktes av nämndemanen Håkan Samuelsson och hans hustru.
- Målning "Kristi uppståndelse", kopia efter Fredric Westins altartavla i Kungsholms kyrka i Stockholm.
- Porträtt av Martin Luther och Philipp Melanchton, kopior utförda år 1800 av Magnus Hultman.
- Porträtt av Gustav II Adolf målat i Jacob Heinrich Elbfas (omkr.1600–1664) stil.
- Kyrkklockorna, som hänger i tornet, spräcktes båda vid själaringningen 1742 för drottning Ulrica Eleonora d.y.

Storklockan, som går tillbaka till 1650, inköptes ursprungligen i Stockholm. Efter omgjutning 1751 av Magnus Hultman i Norrköping fick den följande inskription:
|  |                           |
|  | Min klang låt Herre Gud   |
|  | Städs ljuda till Din ähra |
|  | Att sammankalla folk      |
|  | Till bön och ordets lära. |
Lillklockan, omgjuten 1742 av Magnus Hultman.

## Orglar
Piporgeln i Konungsunds kyrka tillhör de allra märkligaste av våra bevarade äldre orgelverk. Mot det anspråkslösa yttre höljet – ett enkelt litet skåp utan synliga fasadpipor – kontrasterar en orgelklang av imponerande mäktighet och intensitet. Orgeln byggdes 1853 av Anders Jonsson (1788–1861), organist i Ringarum men också flitigt verksam som orgelbyggare, orgelreparatör och orgelsakkunnig i Linköpings stift. Av de nio orglar han byggde finns nu bara konungsundsorgeln och den i Djursdala kyrka bevarade.
Kronologi
- 1750: Inköp av ett 3-stämmigt positiv från Häradshammars kyrka. Positivet uppges vara tillverkat i Riga. Orgeln sattes upp av Gustaf Lagergren (organist).[1]
- 1853: Organist & amatörorgelbyggare Anders Jonsson, Ringarum, (1788-1861) bygger en mekanisk, 8-stämmig piporgel med en manual och bihangspedal. Manualklaveret har svarta undertangenter. Fasadpipor saknas.
- 1861: Orgelbyggare (oexaminerad) & reparatör Anders Peter Kullbom, Linköping, (1817–1900), bygger till diskantstämman Borduna 16' med pipor för stora oktaven.
- Under senare tid är Fugara 8' och Trumpet 8' satta ur funktion.
- 1963–1964: Firma A. Magnusson, Göteborg, restaurerar orgeln, varvid Fugara 8' och Trumpet 8', som lyckligtvis fanns bevarade i kyrkan, återinsätts.

Nuvarande disposition
| Manual C-f³            | Pedal C-e° |
| Borduna 16'            | bihängd    |
| Gedacht 8'             |            |
| Fugara 8'              |            |
| Principal 4'           |            |
| Flöjt 4'               |            |
| Qvinta 3' (eg. 2 2/3') |            |
| Octava 2'              |            |
| Trumpet 8'             |            |

## Runstenar
I samband med rivningen av medeltidskyrkan hittades två runstenar som numera står på kyrkogården. 

## Bildgalleri

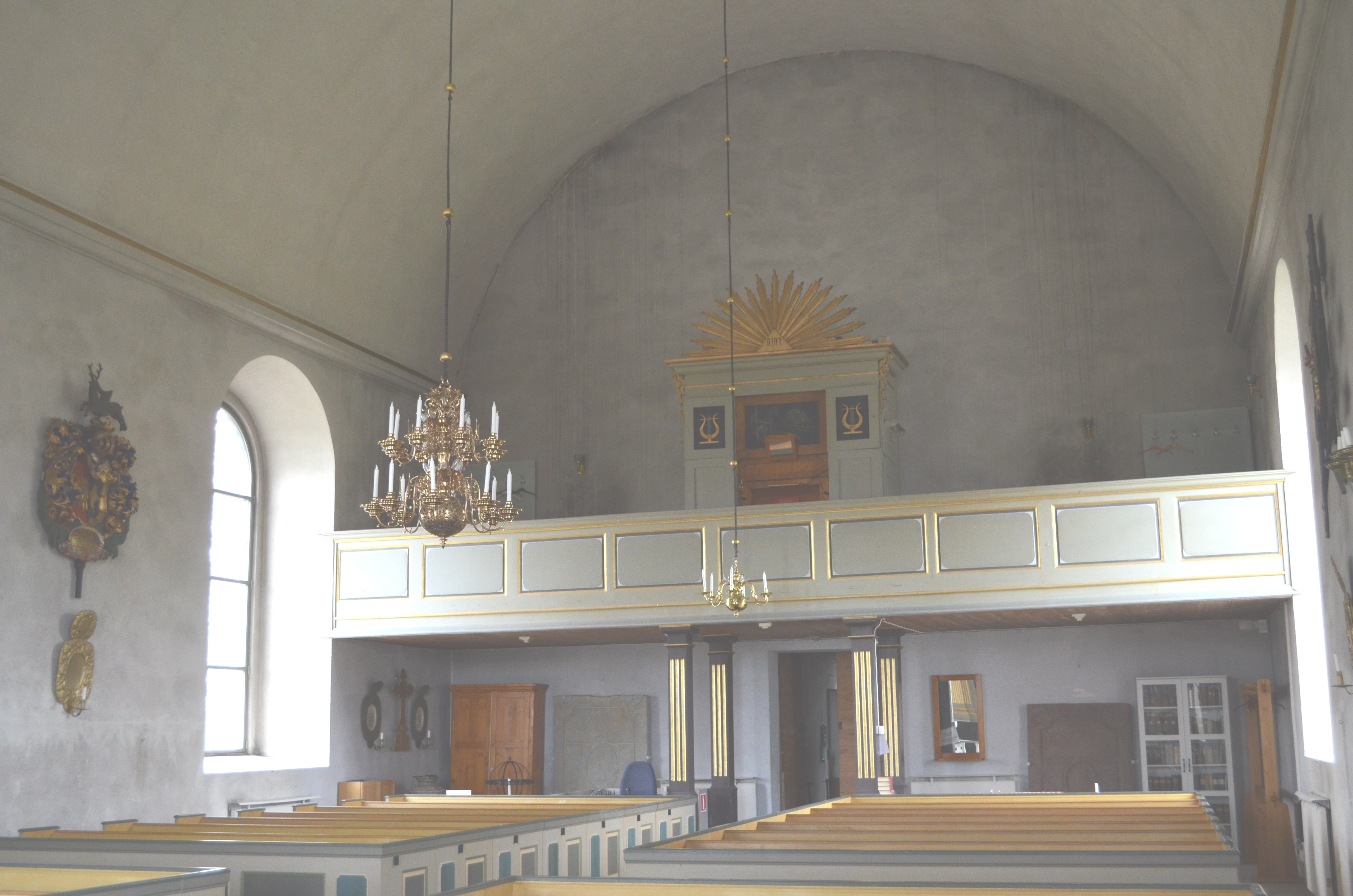
Konungsund kyrkas orgelläktare
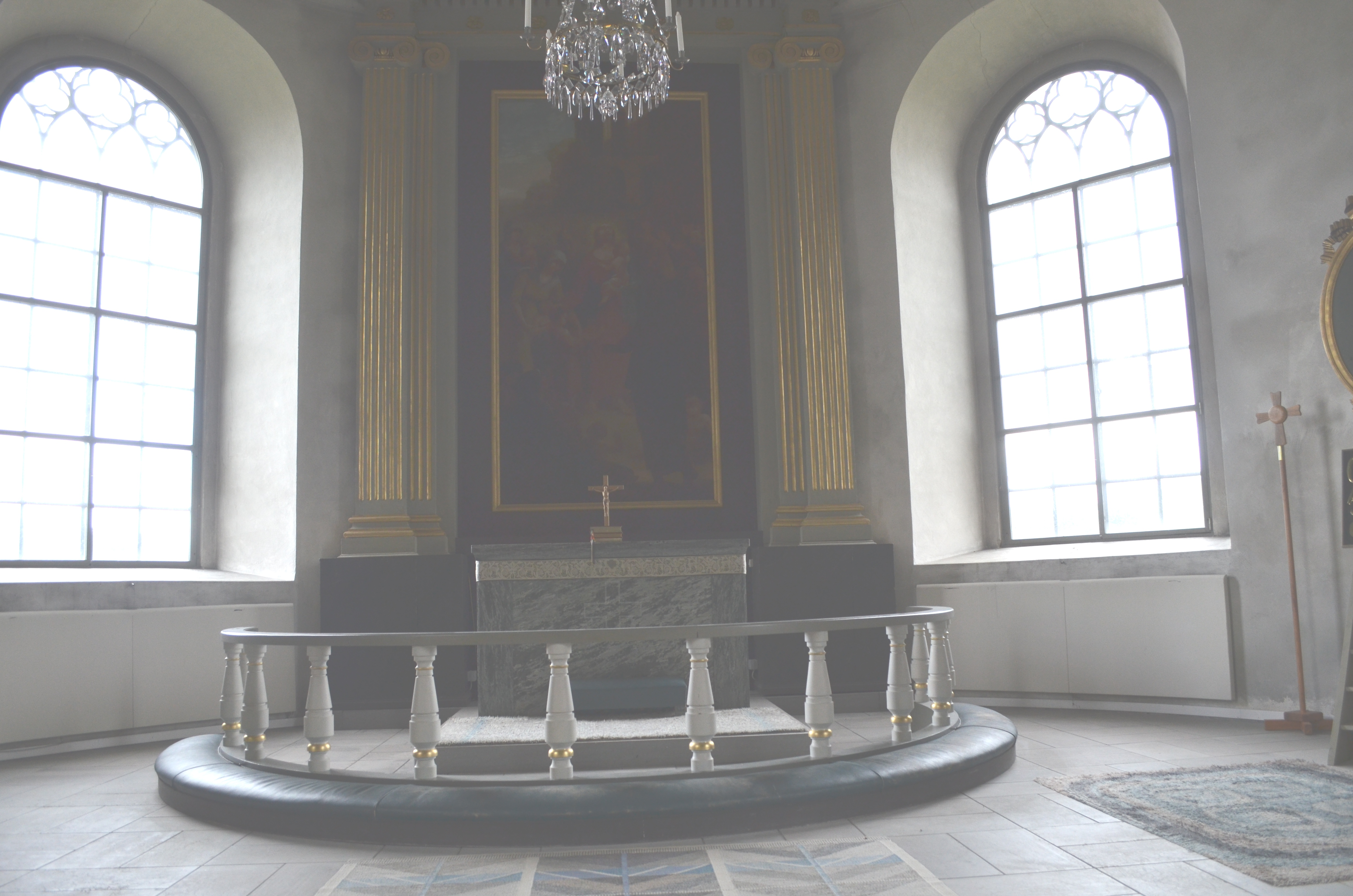
Konungsund kyrkas altare
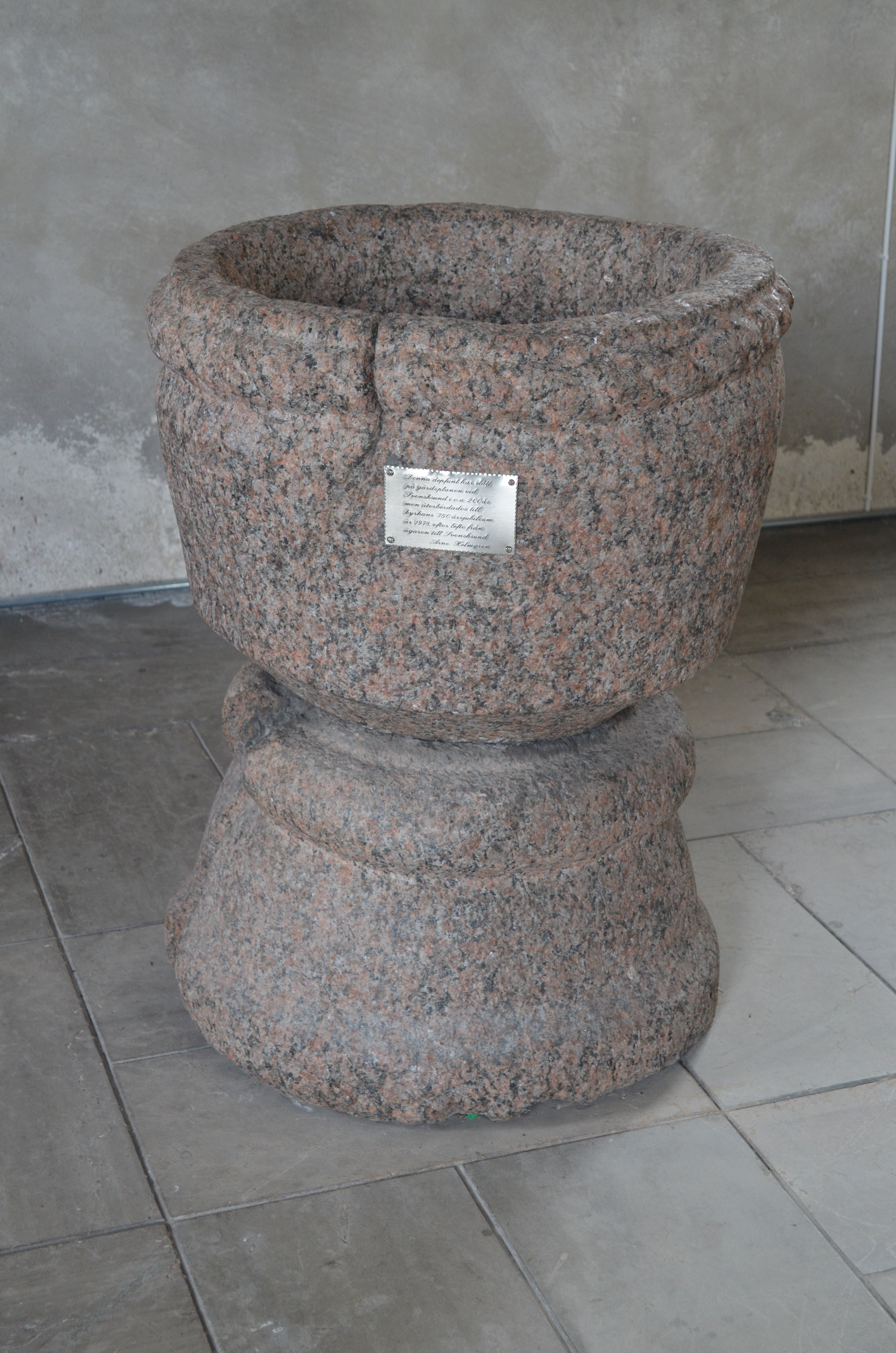
Konungsund kyrkas dopfunt
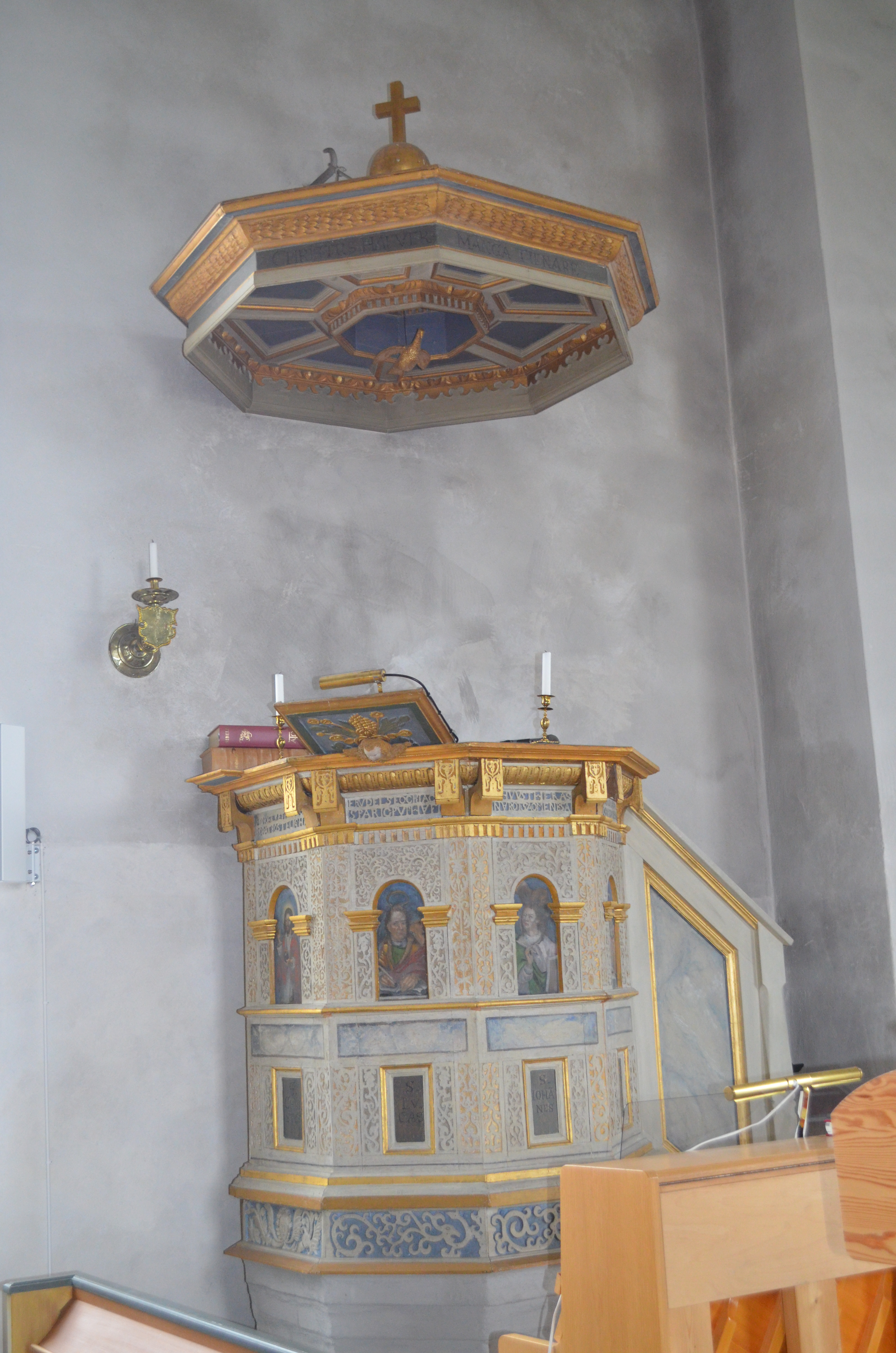
Konungsund kyrkas predikstol
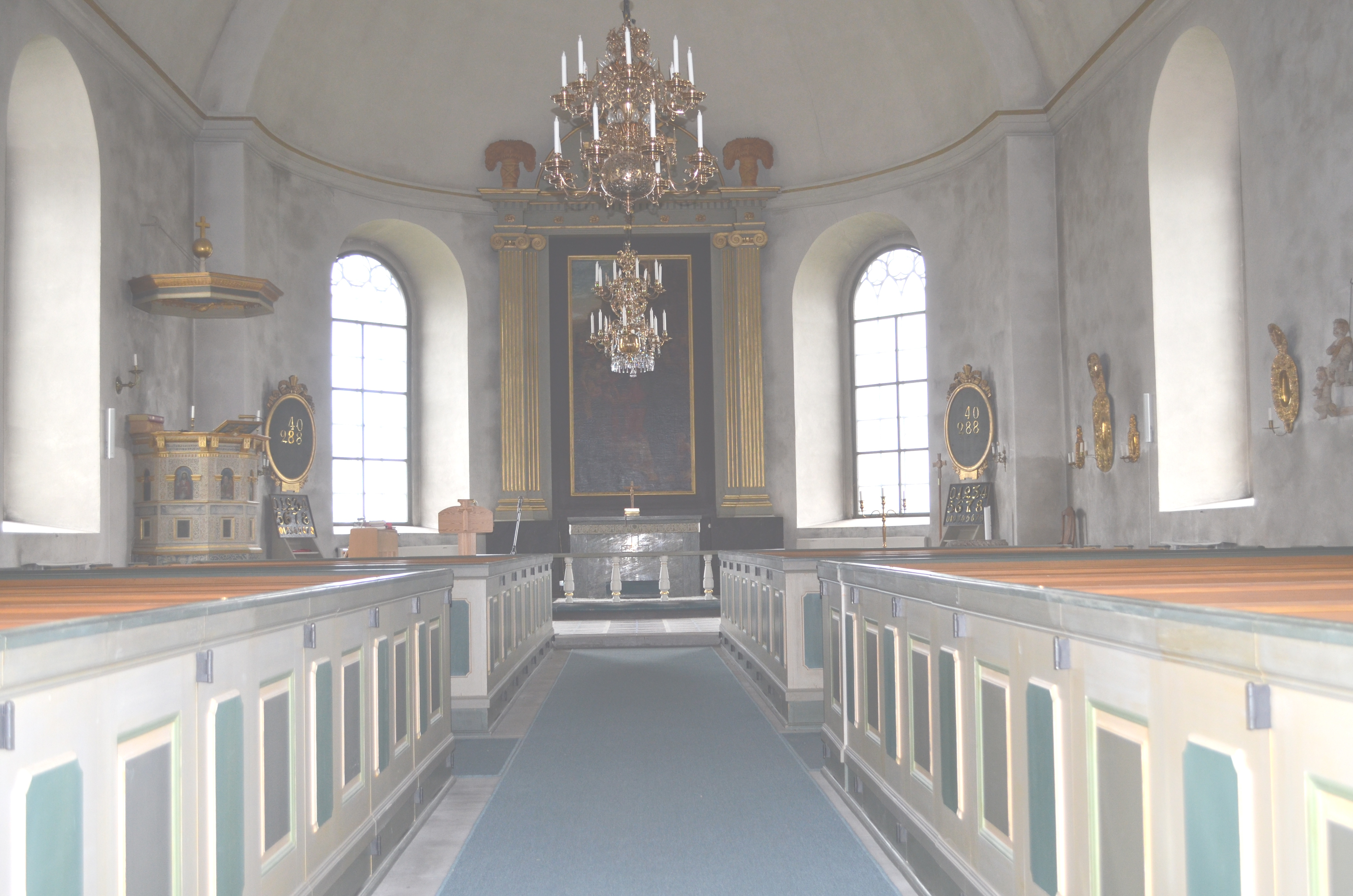
Konungsund kyrkas kyrksal
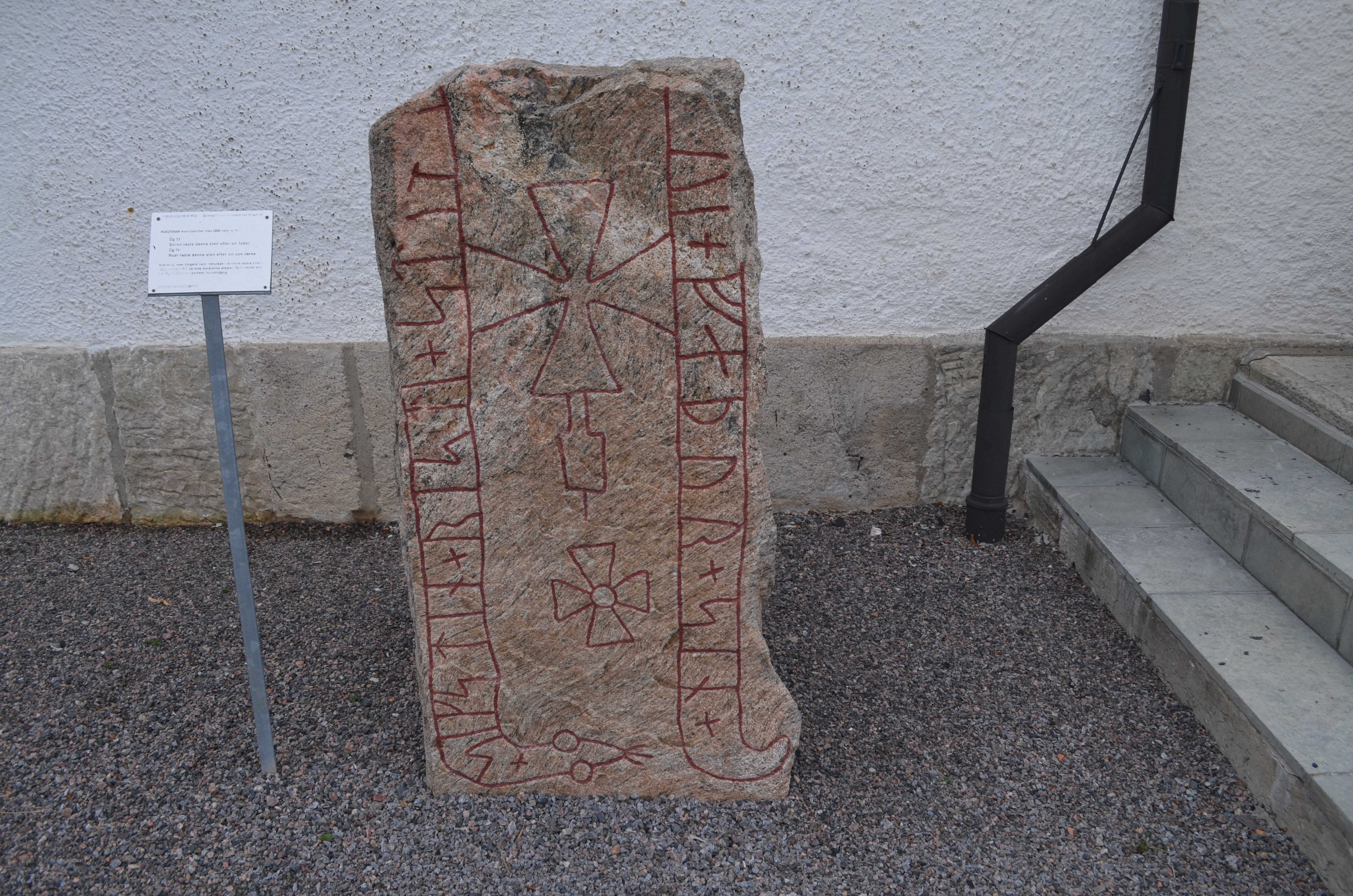
Konungsund kyrka Runsten
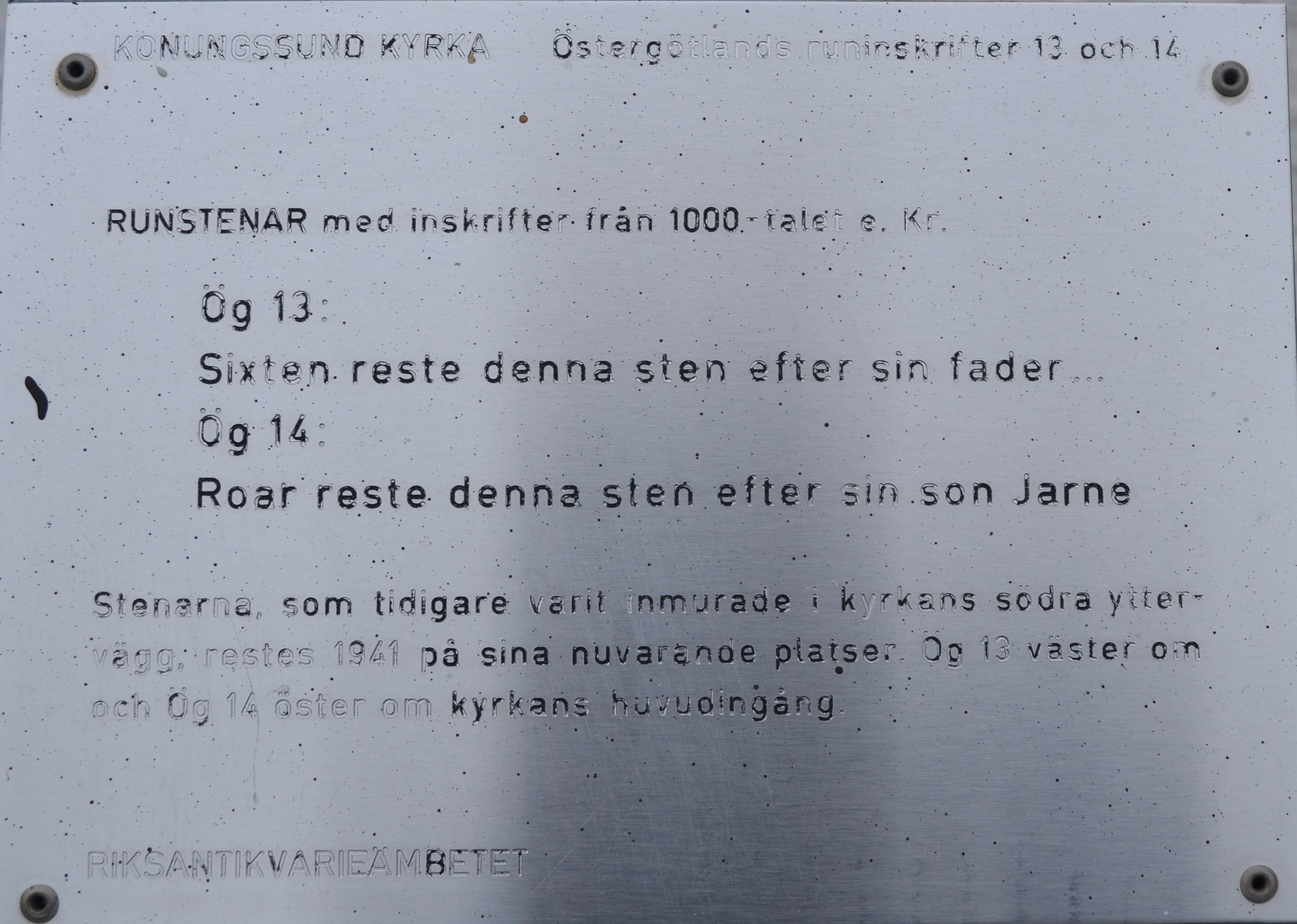
Konungsund kyrka skylt om runstenen
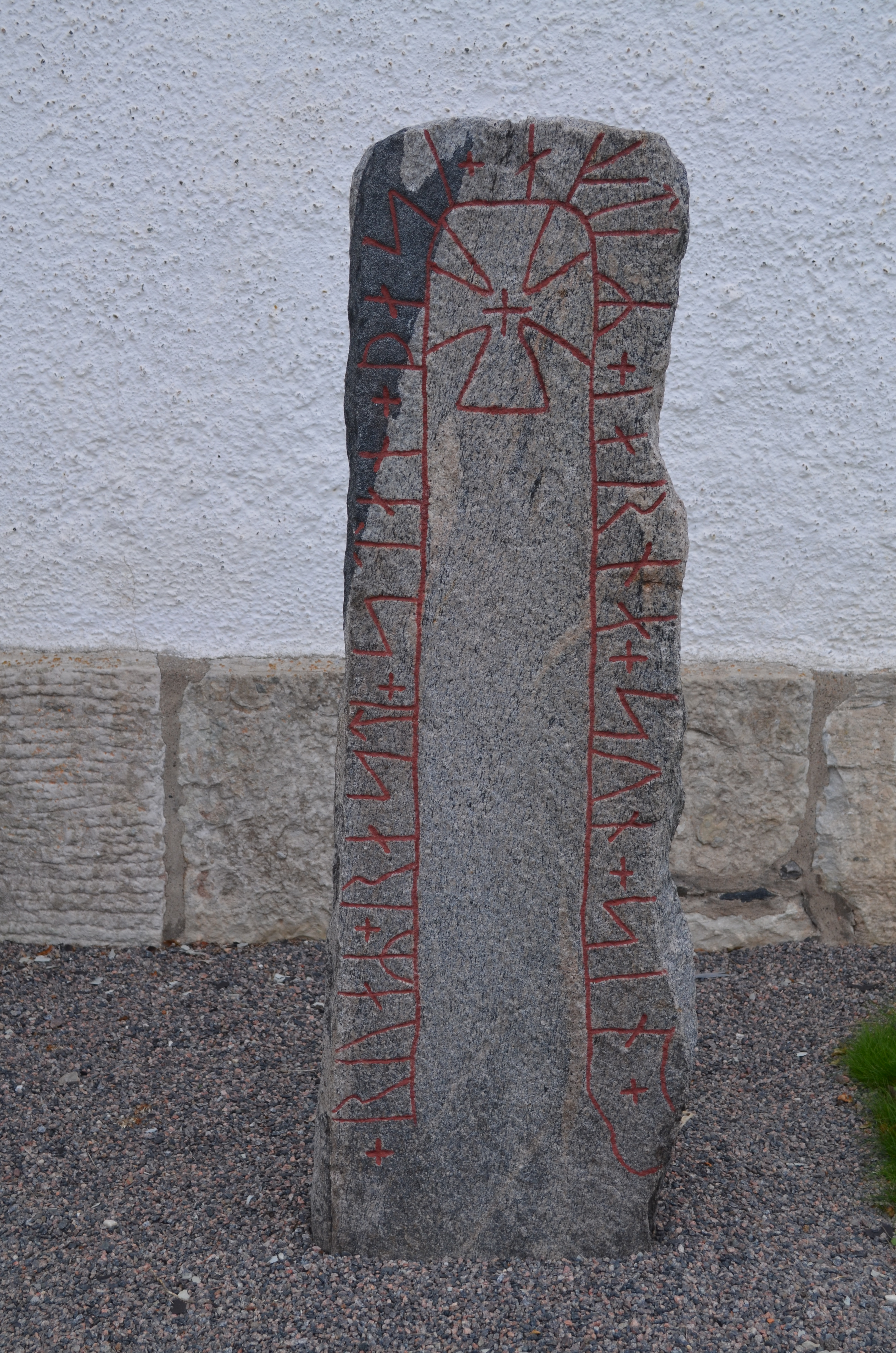
Konungsund kyrka Runsten 2